# بیشاپ کریک (شهرستان اینیو)
بیشاپ کریک (اینیو کانتی) (به انگلیسی: Bishop Creek (Inyo County)) رودخانه‌ای به‌طول ۷٬۴۰۰ فوت (۲٬۳۰۰ متر) است که در ایالات متحده آمریکا جریان دارد.